# Deflacja (geomorfologia)
Deflacja (rodzaj abrazji eolicznej) – proces polegający na wywiewaniu przez wiatr drobnego materiału skalnego (piasku bądź pyłu). Występuje głównie na pustyniach, wybrzeżach mórz i przedpolach lodowców. Powoduje stopniowe obniżanie się obszaru. Tworzy charakterystyczne formy, takie jak misy deflacyjne, ostańce deflacyjne czy bruk deflacyjny.